# Mitsuo Ogasawara
Mitsuo Ogasawara (小笠原 満男?, Ogasawara Mitsuo; Morioka, 5 aprile 1979) è un ex calciatore giapponese, di ruolo centrocampista.

## Caratteristiche tecniche
Era un centrocampista che inizialmente giocava da trequartista ma che successivamente è stato arretrato sulla linea mediana, con compiti difensivi e d'impostazione del gioco.

## Carriera

### Club
Dopo aver giocato per otto anni nel Kashima Antlers, nel 2006 è stato acquistato dal Messina con la formula del prestito con diritto di riscatto e ha militato per una stagione in Serie A. Il suo unico gol con il Messina e in Serie A è avvenuto il 21 ottobre 2006 in occasione di Messina-Empoli (2-2), in sole 8 partite giocate (6 in campionato e 2 in Coppa Italia).
Alla fine dell'annata è tornato in J-League al Kashima Antlers, club dove ci resterà fino alla vittoria dell'AFC Champions League avvenuta nel 2018. Infatti, dopo aver disputato la più nota competizione di club a livello nazionale e il Mondiale per club, sempre nel 2018, il 27 dicembre dello stesso anno, annuncia il suo ritiro dal calcio.

### Nazionale
Dopo avere giocato 7 partite con un goal con la selezione Under-20 del Giappone (la rete l'ha segnata nel Mondiale di categoria del 1999, concluso con al secondo posto dai nipponici), ha debuttato in Nazionale maggiore il 21 marzo 2002 nell'amichevole vinta 1-0 contro l'Ucraina rimpiazzando al 56' Hiroaki Morishima. Pochi mesi dopo ha disputato il Mondiale casalingo, in cui ha disputato solo 5 minuti nel successo per 2-0 contro la Tunisia.
Successivamente ha disputato 2 Confederations Cup (2003 e 2005), 1 Coppa d'Asia (2004 e poi vinta dal Giappone) e 1 Mondiale (2006), totalizzando 55 partite e 7 reti con la Nazionale giapponese.

## Statistiche

### Cronologia presenze e reti in Nazionale
| Cronologia completa delle presenze e delle reti in nazionale ― Giappone | Cronologia completa delle presenze e delle reti in nazionale ― Giappone | Cronologia completa delle presenze e delle reti in nazionale ― Giappone | Cronologia completa delle presenze e delle reti in nazionale ― Giappone | Cronologia completa delle presenze e delle reti in nazionale ― Giappone | Cronologia completa delle presenze e delle reti in nazionale ― Giappone | Cronologia completa delle presenze e delle reti in nazionale ― Giappone | Cronologia completa delle presenze e delle reti in nazionale ― Giappone |
| Data                                                                    | Città                                                                   | In casa                                                                 | Risultato                                                               | Ospiti                                                                  | Competizione                                                            | Reti                                                                    | Note                                                                    |
| ----------------------------------------------------------------------- | ----------------------------------------------------------------------- | ----------------------------------------------------------------------- | ----------------------------------------------------------------------- | ----------------------------------------------------------------------- | ----------------------------------------------------------------------- | ----------------------------------------------------------------------- | ----------------------------------------------------------------------- |
| 21-3-2002                                                               | Osaka                                                                   | Giappone                                                                | 1 – 0                                                                   | Ucraina                                                                 | Amichevole                                                              | -                                                                       | 56’                                                                     |
| 17-4-2002                                                               | Yokohama                                                                | Giappone                                                                | 1 – 1                                                                   | Costa Rica                                                              | Amichevole                                                              | -                                                                       | 77’                                                                     |
| 29-4-2002                                                               | Tokyo                                                                   | Giappone                                                                | 1 – 0                                                                   | Slovacchia                                                              | Amichevole                                                              | -                                                                       | 69’                                                                     |
| 2-5-2002                                                                | Kobe                                                                    | Giappone                                                                | 3 – 3                                                                   | Honduras                                                                | Amichevole                                                              | -                                                                       | 77’                                                                     |
| 14-5-2002                                                               | Oslo                                                                    | Norvegia                                                                | 3 – 0                                                                   | Giappone                                                                | Amichevole                                                              | -                                                                       | 85’                                                                     |
| 25-5-2002                                                               | Göteborg                                                                | Svezia                                                                  | 1 – 1                                                                   | Giappone                                                                | Amichevole                                                              | -                                                                       | 64’                                                                     |
| 14-6-2002                                                               | Osaka                                                                   | Tunisia                                                                 | 0 – 2                                                                   | Giappone                                                                | Mondiali 2002 - 1º turno                                                | -                                                                       | 85’                                                                     |
| 20-11-2002                                                              | Saitama                                                                 | Giappone                                                                | 0 – 2                                                                   | Argentina                                                               | Amichevole                                                              | -                                                                       | 67’                                                                     |
| 16-4-2003                                                               | Seul                                                                    | Corea del Sud                                                           | 0 – 1                                                                   | Giappone                                                                | Amichevole                                                              | -                                                                       |                                                                         |
| 31-5-2003                                                               | Tokyo                                                                   | Giappone                                                                | 0 – 1                                                                   | Corea del Sud                                                           | Amichevole                                                              | -                                                                       |                                                                         |
| 8-6-2003                                                                | Fukuoka                                                                 | Giappone                                                                | 1 – 4                                                                   | Argentina                                                               | Amichevole                                                              | -                                                                       | 46’                                                                     |
| 20-6-2003                                                               | Saint-Étienne                                                           | Francia                                                                 | 2 – 1                                                                   | Giappone                                                                | Conf. Cup 2003 - 1º turno                                               | -                                                                       | 81’                                                                     |
| 22-6-2003                                                               | Saint-Étienne                                                           | Giappone                                                                | 0 – 1                                                                   | Colombia                                                                | Conf. Cup 2003 - 1º turno                                               | -                                                                       | 74’                                                                     |
| 4-12-2003                                                               | Tokyo                                                                   | Giappone                                                                | 2 – 0                                                                   | Cina                                                                    | Coppa dell'Asia orientale 2003                                          | -                                                                       |                                                                         |
| 7-12-2003                                                               | Saitama                                                                 | Giappone                                                                | 1 – 0                                                                   | Hong Kong                                                               | Coppa dell'Asia orientale 2003                                          | -                                                                       | 70’                                                                     |
| 10-12-2003                                                              | Yokohama                                                                | Giappone                                                                | 0 – 0                                                                   | Corea del Sud                                                           | Coppa dell'Asia orientale 2003                                          | -                                                                       |                                                                         |
| 7-2-2004                                                                | Kashima                                                                 | Giappone                                                                | 4 – 0                                                                   | Malaysia                                                                | Amichevole                                                              | 1                                                                       |                                                                         |
| 12-2-2004                                                               | Tokyo                                                                   | Giappone                                                                | 2 – 0                                                                   | Iraq                                                                    | Amichevole                                                              | -                                                                       |                                                                         |
| 18-2-2004                                                               | Saitama                                                                 | Giappone                                                                | 1 – 0                                                                   | Oman                                                                    | Qual. Mondiali 2006                                                     | -                                                                       | 64’                                                                     |
| 30-5-2004                                                               | Manchester                                                              | Islanda                                                                 | 2 – 3                                                                   | Giappone                                                                | Amichevole                                                              | -                                                                       | 46’                                                                     |
| 9-6-2004                                                                | Saitama                                                                 | Giappone                                                                | 7 – 0                                                                   | India                                                                   | Qual. Mondiali 2006                                                     | 1                                                                       | 62’                                                                     |
| 9-7-2004                                                                | Hiroshima                                                               | Giappone                                                                | 3 – 1                                                                   | Slovacchia                                                              | Amichevole                                                              | -                                                                       | 87’                                                                     |
| 24-7-2004                                                               | Chongqing                                                               | Thailandia                                                              | 1 – 4                                                                   | Giappone                                                                | Coppa d'Asia 2004 - 1º turno                                            | -                                                                       | 46’                                                                     |
| 3-8-2004                                                                | Jinan                                                                   | Bahrein                                                                 | 3 – 4 dts                                                               | Giappone                                                                | Coppa d'Asia 2004 - Semifinale                                          | -                                                                       | 46’                                                                     |
| 18-8-2004                                                               | Shizuoka                                                                | Giappone                                                                | 1 – 2                                                                   | Argentina                                                               | Amichevole                                                              | -                                                                       | 57’                                                                     |
| 8-9-2004                                                                | Kolkata                                                                 | India                                                                   | 0 – 4                                                                   | Giappone                                                                | Qual. Mondiali 2006                                                     | -                                                                       | 83’                                                                     |
| 17-11-2004                                                              | Saitama                                                                 | Giappone                                                                | 1 – 0                                                                   | Singapore                                                               | Qual. Mondiali 2006                                                     | -                                                                       | 80’                                                                     |
| 16-12-2004                                                              | Yokohama                                                                | Giappone                                                                | 0 – 3                                                                   | Germania                                                                | Amichevole                                                              | -                                                                       | 73’                                                                     |
| 29-1-2005                                                               | Yokohama                                                                | Giappone                                                                | 4 – 0                                                                   | Kazakistan                                                              | Amichevole                                                              | -                                                                       | 78’                                                                     |
| 2-2-2005                                                                | Saitama                                                                 | Giappone                                                                | 3 – 0                                                                   | Siria                                                                   | Amichevole                                                              | 1                                                                       |                                                                         |
| 9-2-2005                                                                | Saitama                                                                 | Giappone                                                                | 2 – 1                                                                   | Corea del Nord                                                          | Qual. Mondiali 2006                                                     | 1                                                                       |                                                                         |
| 25-3-2005                                                               | Tehran                                                                  | Iran                                                                    | 2 – 1                                                                   | Giappone                                                                | Qual. Mondiali 2006                                                     | -                                                                       | 79’                                                                     |
| 22-5-2005                                                               | Niigata                                                                 | Giappone                                                                | 0 – 1                                                                   | Perù                                                                    | Amichevole                                                              | -                                                                       |                                                                         |
| 27-5-2005                                                               | Tokyo                                                                   | Giappone                                                                | 0 – 1                                                                   | Emirati Arabi Uniti                                                     | Amichevole                                                              | -                                                                       |                                                                         |
| 3-6-2005                                                                | Manama                                                                  | Bahrein                                                                 | 0 – 1                                                                   | Giappone                                                                | Qual. Mondiali 2006                                                     | 1                                                                       | 88’                                                                     |
| 8-6-2005                                                                | Bangkok                                                                 | Corea del Nord                                                          | 0 – 2                                                                   | Giappone                                                                | Qual. Mondiali 2006                                                     | -                                                                       |                                                                         |
| 16-6-2005                                                               | Hannover                                                                | Giappone                                                                | 1 – 2                                                                   | Messico                                                                 | Conf. Cup 2005 - 1º turno                                               | -                                                                       | 68’                                                                     |
| 19-6-2005                                                               | Francoforte sul Meno                                                    | Grecia                                                                  | 0 – 1                                                                   | Giappone                                                                | Conf. Cup 2005 - 1º turno                                               | -                                                                       | 74’                                                                     |
| 22-6-2005                                                               | Colonia                                                                 | Brasile                                                                 | 2 – 2                                                                   | Giappone                                                                | Conf. Cup 2005 - 1º turno                                               | -                                                                       | 46’                                                                     |
| 31-7-2005                                                               | Daejeon                                                                 | Corea del Nord                                                          | 1 – 0                                                                   | Giappone                                                                | Coppa dell'Asia orientale 2005                                          | -                                                                       |                                                                         |
| 7-8-2005                                                                | Taegu                                                                   | Corea del Sud                                                           | 0 – 1                                                                   | Giappone                                                                | Coppa dell'Asia orientale 2005                                          | -                                                                       | 69’                                                                     |
| 17-8-2005                                                               | Yokohama                                                                | Giappone                                                                | 2 – 1                                                                   | Iran                                                                    | Qual. Mondiali 2006                                                     | -                                                                       |                                                                         |
| 7-9-2005                                                                | Rifu                                                                    | Giappone                                                                | 5 – 4                                                                   | Honduras                                                                | Amichevole                                                              | 1                                                                       | 64’                                                                     |
| 10-2-2006                                                               | San Francisco                                                           | Stati Uniti                                                             | 3 – 2                                                                   | Giappone                                                                | Amichevole                                                              | -                                                                       |                                                                         |
| 18-2-2006                                                               | Fukuroi                                                                 | Giappone                                                                | 2 – 0                                                                   | Finlandia                                                               | Amichevole                                                              | 1                                                                       |                                                                         |
| 22-2-2006                                                               | Yokohama                                                                | Giappone                                                                | 6 – 0                                                                   | India                                                                   | Qual. Coppa d'Asia 2007                                                 | -                                                                       | 60’                                                                     |
| 28-2-2006                                                               | Dortmund                                                                | Giappone                                                                | 2 – 2                                                                   | Bosnia ed Erzegovina                                                    | Amichevole                                                              | -                                                                       | 70’                                                                     |
| 30-3-2006                                                               | Ōita                                                                    | Giappone                                                                | 1 – 0                                                                   | Ecuador                                                                 | Amichevole                                                              | -                                                                       | Ammonizione                                                             |
| 9-5-2006                                                                | Osaka                                                                   | Giappone                                                                | 1 – 2                                                                   | Bulgaria                                                                | Amichevole                                                              | -                                                                       | 61’                                                                     |
| 13-5-2006                                                               | Saitama                                                                 | Giappone                                                                | 0 – 0                                                                   | Scozia                                                                  | Amichevole                                                              | -                                                                       |                                                                         |
| 4-6-2006                                                                | Düsseldorf                                                              | Giappone                                                                | 1 – 0                                                                   | Malta                                                                   | Amichevole                                                              | -                                                                       | 61’                                                                     |
| 18-6-2006                                                               | Norimberga                                                              | Giappone                                                                | 0 – 0                                                                   | Croazia                                                                 | Mondiali 2006 - 1º turno                                                | -                                                                       |                                                                         |
| 22-6-2006                                                               | Dortmund                                                                | Giappone                                                                | 1 – 4                                                                   | Brasile                                                                 | Mondiali 2006 - 1º turno                                                | -                                                                       | 56’                                                                     |
| 2-2-2010                                                                | Oita                                                                    | Giappone                                                                | 0 – 0                                                                   | Venezuela                                                               | Amichevole                                                              | -                                                                       | 75’                                                                     |
| 11-2-2010                                                               | Tokyo                                                                   | Giappone                                                                | 3 – 0                                                                   | Hong Kong                                                               | Coppa dell'Asia orientale 2010                                          | -                                                                       | 55’ 62’                                                                 |
| Totale                                                                  |                                                                         | Presenze                                                                | 55                                                                      |                                                                         | Reti                                                                    | 7                                                                       |                                                                         |

## Palmarès

### Club
- Campionato giapponese: 7

Kashima Antlers: 1998, 2000, 2001, 2007, 2008, 2009, 2016
- Coppa dell'Imperatore: 4

Kashima Antlers: 2000, 2007, 2010, 2017

### Competizioni internazionali
- Coppa Suruga Bank: 1

Kashima Antlers: 2013
- AFC Champions League: 1

Kashima Antlers: 2018

### Nazionale
- Coppa d'Asia: 1

2004

### Individuale
- J. League Best Eleven: 6

2001, 2002, 2003, 2004, 2005, 2009
- Miglior giocatore della Coppa J. League: 2

2002, 2015
- Miglior giocatore della J. League: 1

2009
- Miglior calciatore giapponese dell'anno: 1

2009